# Taractes asper
Taractes asper es una especie de peces de la familia Bramidae en el orden de los Perciformes.

## Morfología
• Los machos pueden llegar alcanzar los 50 cm de longitud total.

## Distribución geográfica
Se encuentra en el Pacífico occidental (Japón), el Pacífico oriental (en Alaska hasta el sur de California), el  Atlántico oriental (desde  Madeira hasta Islandia y el norte de Noruega, también en Sudáfrica) y al oeste del Índico (sur de Madagascar, KwaZulu-Natal y Maldivas ).